# リヴォルノ
リヴォルノ（伊: Livorno  発音）は、イタリア共和国トスカーナ州にある都市であり、人口約153,000人の基礎自治体（コムーネ）。リヴォルノ県の県都である。リグリア海に面する港町で、イタリア海軍の士官学校であるリヴォルノ海軍兵学校が校舎を置く。
特産のニワトリの品種レグホンは、この街の英語名（Leghorn: レガーン（英）/レグホーン（米））をローマ字読みしたことから来た。
イタリア国内では政治的に左派支持の都市とされ、1921年1月21日にリヴォルノでイタリア共産党が結成されている。

## 地理

### 位置・広がり

#### 隣接コムーネ
隣接するコムーネは以下の通り。括弧内のPIはピサ県所属を示す。
- コッレサルヴェッティ
- ピーサ (PI)
- ロジニャーノ・マリッティモ

### 気候分類・地震分類
リヴォルノにおけるイタリアの気候分類 (it) および度日は、zona D, 1408 GGである。
また、イタリアの地震リスク階級 (it) では、zona 3 (sismicità bassa) に分類される。

## 歴史
リヴォルノはイタリア・ルネサンスの間『理想都市』と定義づけられていた。今日、ヴェネツィアの一地区を誇張したような運河が交差し、要塞化した市壁に囲まれ、通りがもつれる近隣住区の構造をとおしてその歴史が明らかになっている。メディチ家の港は、独特の塔と市中心部へ向かう要塞から見下ろせるのである。建築家ベルナルド・ブオンタレンティ (Bernardo Buontalenti) によって16世紀終わりに設計され、リヴォルノは17世紀終わりには広範囲にわたる都市計画の時代を耐え抜いた。古い要塞の防御材近くに、市壁と可航状態の運河システムがともに建っている。
1580年代後半、トスカーナ大公フェルディナンド1世・デ・メディチがリヴォルノをフランコ港 (porto Franco) とし、ここを免税特区にして貿易をおこなった。レッジ・リヴォルニーネ (Leggi Livornine) は、1590年から1603年まで有効であった法律である。これらの法律は商人の貿易活動、信仰の自由、懺悔のための恩赦を助けた。この法律があったためにリヴォルノは多国籍都市となり、地中海全体でも重要港となった。多くの外国人、ユダヤ人、アルメニア人、ギリシャ人、オランダ人、イギリス人らが移住し、彼らは貿易を営んだ。一部のモリスコ（スペインで異端審問が盛んだった時代に、カトリックへの改宗を強制されたイスラーム教徒）が、18世紀の間にスペインから移住してきた。
ナポレオン戦争の間、リヴォルノは対イギリス貿易を禁止され、経済がひどく落ち込んだ。1868年、リヴォルノがイタリア王国に併合された後、伝統あるフランコ港の地位は失われ、都市の重要性は衰えた。

## 行政

### 分離集落
リヴォルノには、以下の分離集落（フラツィオーネ）がある。
- Castellaccio, Gorgona, Limoncino, Quercianella, Valle Benedetta

## この街出身の著名人
- ピエトロ・マスカーニ（作曲家）
- アメデオ・モディリアーニ（画家）
- カルロ・アツェリオ・チャンピ（第10代大統領）
- クリスティアーノ・ルカレッリ（サッカー選手）
- ネド・ナジ（フェンシング選手）

## スポーツ
- ASリヴォルノ・カルチョ - リヴォルノを本拠地とするサッカークラブ。

## 姉妹都市
- バト・ヤム（イスラエル）
- グアダラハラ（スペイン）
- ハイフォン（ベトナム）
- ノヴォロシースク（ロシア）
- オークランド（アメリカ合衆国）